# هيرويوكي ميورا
هيرويوكي ميورا (باليابانية: 三浦浩幸 ) (و. 1973  م) هو لاعب هوكي الجليد ياباني، ولد في كوشيرو، هوكايدو، شارك في الألعاب الأولمبية الشتوية 1998، مركز لعبه هو مدافع ‏.
.

## روابط خارجية
- هيرويوكي ميورا على موقع دوري الهوكي الوطني (الإنجليزية)
- هيرويوكي ميورا على موقع EliteProspects.com (الإنجليزية)
- هيرويوكي ميورا على موقع Eurohockey.com (الإنجليزية)
- هيرويوكي ميورا على موقع HockeyDB.com (الإنجليزية)
- هيرويوكي ميورا على موقع أوليمبيديا (الإنجليزية)